# Otidiphaps nobilis
La paloma faisán, paloma faisán cuello verde o paloma faisán cuelliverde (Otidiphaps nobilis) es una especie de ave columbiforme de la familia Columbidae, la única del género Otidiphaps y de la subfamilia Otidiphabinae. Habita la selva primaria de Nueva Guinea. Vive principalmente en las áreas montañosas, pero también puede encontrarse en las áreas de la tierra baja.
Su nombre científico hace referencia a sus similitudes con la familia de la avutarda, mientras su nombre común refleja su adaptación a mantenerse en el suelo del bosque como un faisán asiático oriental, al que se parece, particularmente por su cola lateralmente comprimida y las alas redondeadas.
Ningún ave galliforme ocupa Nueva Guinea y la paloma faisán ha llenado el nicho ecológico de una perdiz o faisán pequeño, mientras la paloma coronada (Goura cristata), mucho más grande, tienen un estilo de vida similar a los faisanes más grandes, urogallos o pavos.
Es una especie muy callada, mientras se alimenta de las semillas y de frutos caídos. Anida en la tierra debajo de los árboles y arbustos, pone un huevo que incuba para alrededor de 4 semanas.
No está considerada amenazada actualmente, aunque se ha extinguido en algunas áreas. Se considera una especie que requiere investigación extensa y supervisión.

## Galería

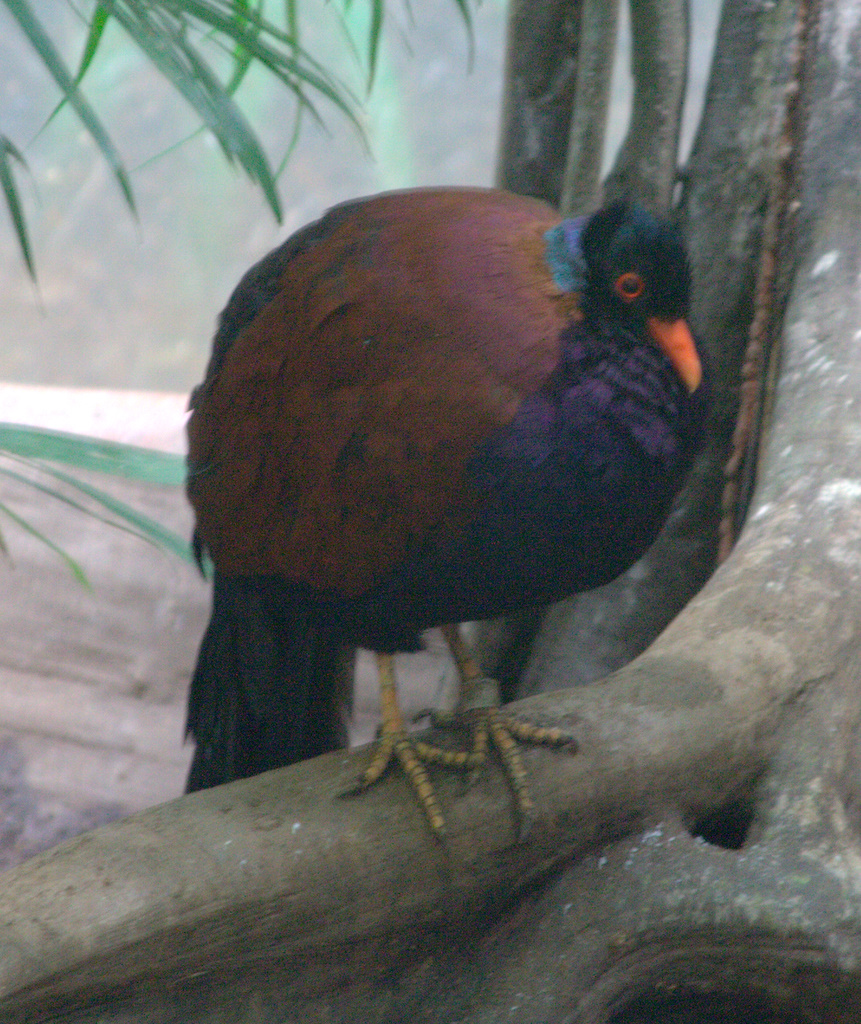
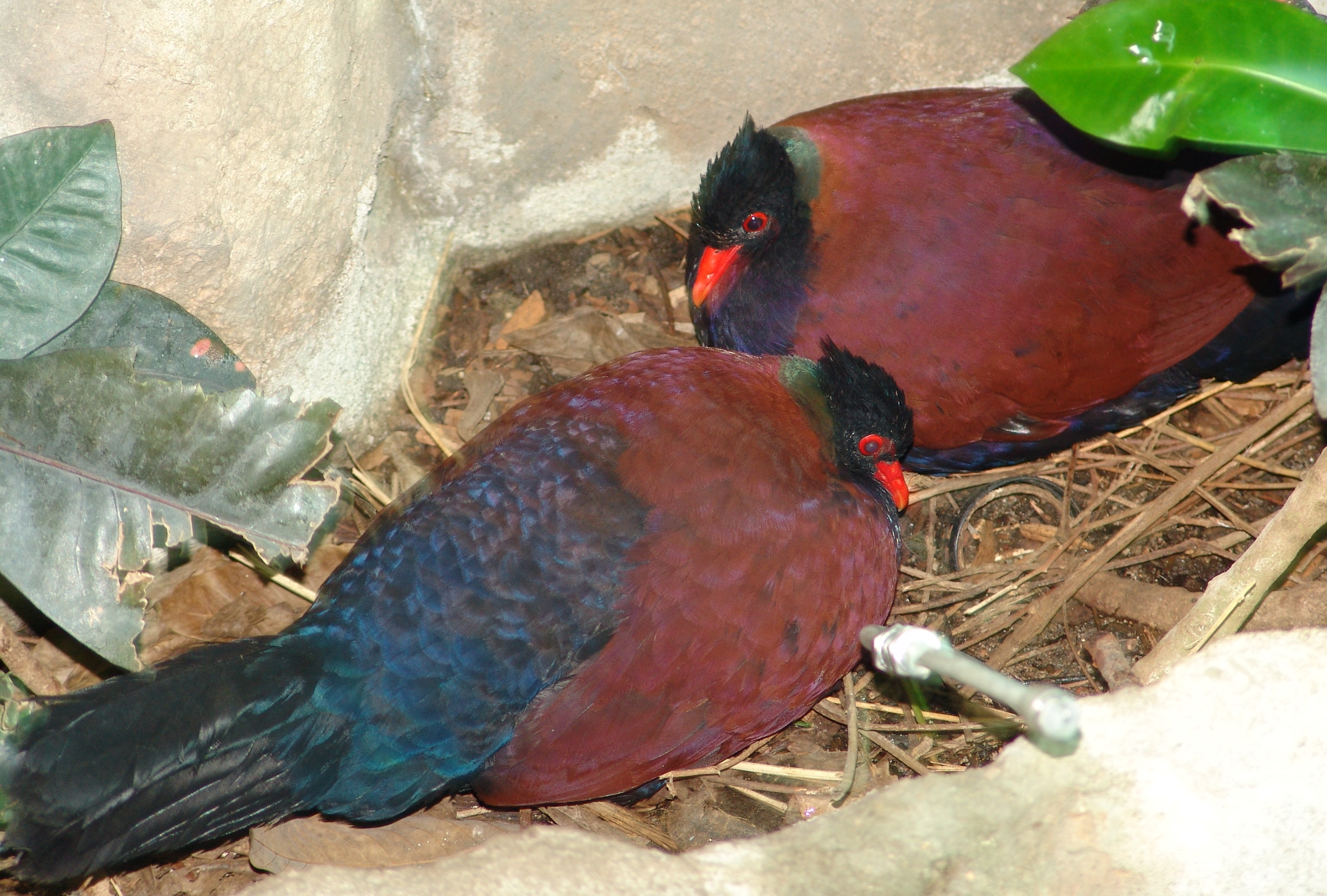
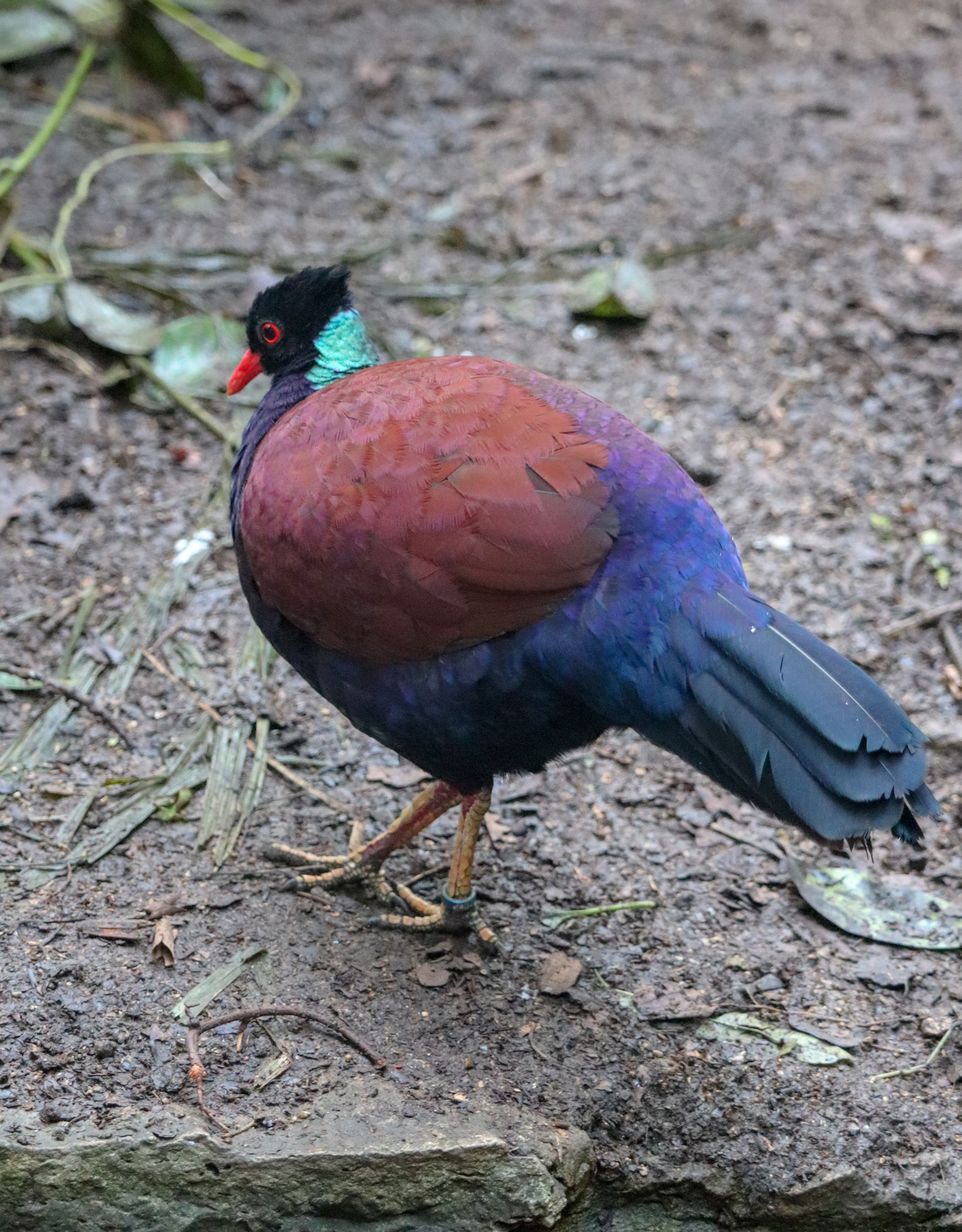
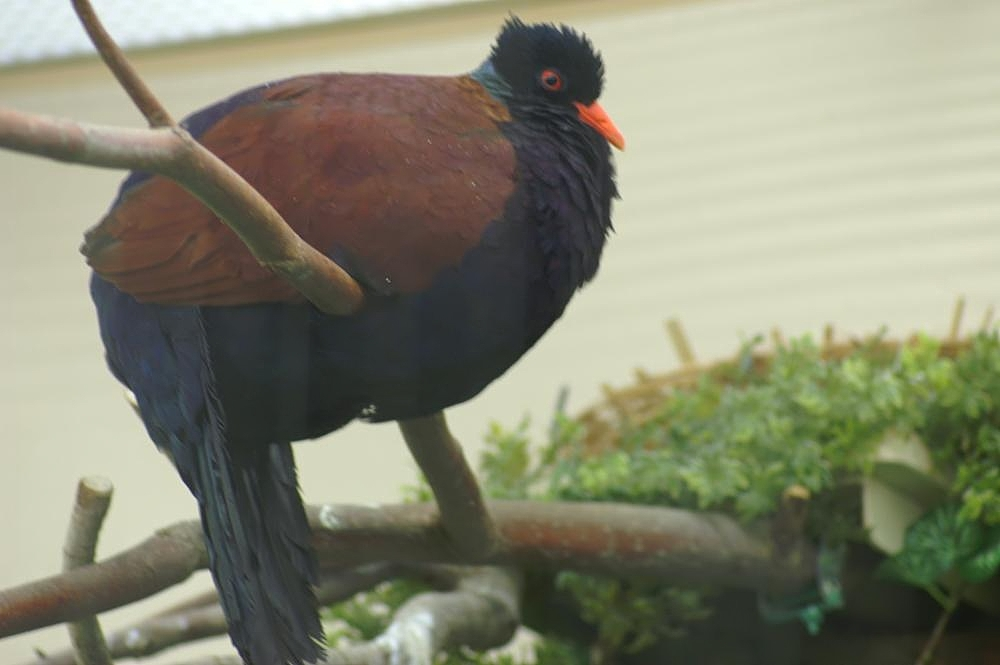
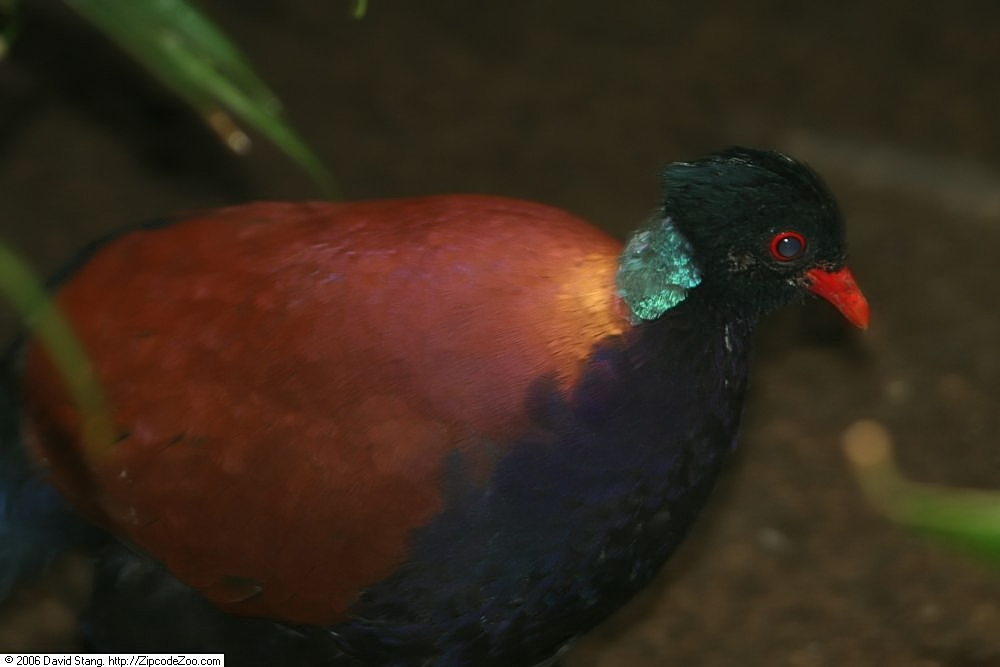